# Embry
Embry és un municipi francès situat al departament del Pas de Calais i a la regió dels Alts de França. L'any 2007 tenia 227 habitants.

## Demografia

### Població
El 2007 la població de fet d'Embry era de 227 persones. Hi havia 91 famílies de les quals 20 eren unipersonals (8 homes vivint sols i 12 dones vivint soles), 39 parelles sense fills i 32 parelles amb fills.
La població ha evolucionat segons el següent gràfic:
Habitants censats

### Habitatges
El 2007 hi havia 143 habitatges, 90 eren l'habitatge principal de la família, 47 eren segones residències i 6 estaven desocupats. 141 eren cases i 2 eren apartaments. Dels 90 habitatges principals, 71 estaven ocupats pels seus propietaris, 18 estaven llogats i ocupats pels llogaters i 1 estava cedit a títol gratuït; 4 tenien dues cambres, 8 en tenien tres, 23 en tenien quatre i 55 en tenien cinc o més. 69 habitatges disposaven pel capbaix d'una plaça de pàrquing. A 38 habitatges hi havia un automòbil i a 40 n'hi havia dos o més.

### Piràmide de població
La piràmide de població per edats i sexe el 2009 era:
| Homes | Edats   | Dones |
| ----- | ------- | ----- |
| 0     | 95 o +  | 0     |
| 4     | 90 a 94 | 4     |
| 0     | 85 a 89 | 0     |
| 0     | 80 a 84 | 8     |
| 8     | 75 a 79 | 0     |
| 0     | 70 a 74 | 0     |
| 4     | 65 a 69 | 16    |
| 12    | 60 a 64 | 4     |
| 4     | 55 a 59 | 4     |
| 20    | 50 a 54 | 12    |
| 20    | 45 a 49 | 12    |
| 0     | 40 a 44 | 4     |
| 0     | 35 a 39 | 8     |
| 4     | 30 a 34 | 0     |
| 8     | 25 a 29 | 4     |
| 12    | 20 a 24 | 4     |
| 0     | 15 a 19 | 8     |
| 8     | 10 a 14 | 8     |
| 0     | 5 a 9   | 0     |
| 4     | 0 a 4   | 4     |

## Economia
El 2007 la població en edat de treballar era de 129 persones, 89 eren actives i 40 eren inactives. De les 89 persones actives 78 estaven ocupades (44 homes i 34 dones) i 11 estaven aturades (7 homes i 4 dones). De les 40 persones inactives 15 estaven jubilades, 7 estaven estudiant i 18 estaven classificades com a «altres inactius».

### Ingressos
El 2009 a Embry hi havia 88 unitats fiscals que integraven 230 persones, la mediana anual d'ingressos fiscals per persona era de 13.166 €.

### Activitats econòmiques
Dels 10 establiments que hi havia el 2007, 2 eren d'empreses extractives, 1 d'una empresa de fabricació d'altres productes industrials, 1 d'una empresa de transport, 2 d'empreses d'hostatgeria i restauració, 1 d'una empresa immobiliària, 2 d'empreses de serveis i 1 d'una entitat de l'administració pública.
Dels 2 establiments de servei als particulars que hi havia el 2009, 1 era un restaurant i 1 agència immobiliària.
L'any 2000 a Embry hi havia 16 explotacions agrícoles que ocupaven un total de 910 hectàrees.

## Equipaments sanitaris i escolars
El 2009 hi havia una escola elemental integrada dins d'un grup escolar amb les comunes properes formant una escola dispersa.

## Poblacions més properes
El següent diagrama mostra les poblacions més properes.